# NGC 5326
NGC 5326 is een spiraalvormig sterrenstelsel in het sterrenbeeld Jachthonden. Het hemelobject werd op 14 januari 1788 ontdekt door de Duits-Britse astronoom William Herschel.

## Synoniemen
- UGC 8764
- MCG 7-28-82
- ZWG 218.61
- ZWG 219.6
- PGC 49157